# Conus henckesi
Conus henckesi é uma espécie de gastrópode da família Conidae. Endêmica do Brasil, onde pode ser encontrada na ilha de Itaparica e Medo, no estado da Bahia.